# Дракино (Ульяновская область)
Дра́кино — татарское село в Инзенском районе Ульяновской области России. Входит в состав Коржевского сельского поселения.

## География
Деревня расположена в 50 км к северу от райцентра и в 5,5 км до центра поселения, на правом берегу реки Тала в месте слияния с ней реки Елшанка. 
Высота центра населённого пункта — 133 м. 

## История
Основано в 1613 году татарами-мишари.
При создании Симбирского наместничества в 1780 года деревня Дракина, при речке Тале, крещёных татар, служилых татар вошла в состав Карсунского уезда.
В Отечественную войну 1812 года в Симбирское ополчение из деревни было призвано 12 человек.
В 1859 году деревня Дракино, удельных крестьян, входила во 2-й стан Карсунского уезда Симбирской губернии, имелась магометанская мечеть.
На 1884 год в деревне было две мечети и школа (1867 г.).
В 1913 году в деревне было три мечети. 
С 1918 года в деревне был создан сельсовет, который вошёл в состав Коржевской волости.
В 1924 году деревня Дракино входила в состав Коржевского с/с в 511 дворах жило 2809 человек, имелась школа 1-й ступени.
В 1927 году начато строительство деревянного здания школы.
В годы ВОВ из села ушло на фронт 553 человека, из них погибли или пропали без вести 199.
В 1993 году была построена новая мечеть. В 2001 году мечеть сгорела и в 2002 году была отстроена вновь.

## Население
| 2010 |
| ---- |
| 133  |

## Известные уроженцы
- Рамазанов Ханяфи Валиевич (17.04.1949 - 1.12.2020)  — Глава муниципального образования «Цильнинский район»,  занесён в «Золотую Книгу почёта Ульяновской области». Родился 17 апреля 1949 года в Дракино[8][9].

## Инфраструктура
Клуб, библиотека, фельдшерско-акушерский пункт, 2 магазина, почтовое отделение.

## Достопримечательности
- Памятник в честь 30-летия Победы в Великой Отечественной войне, установлен в 1975 г.[10]

## Транспорт
Соединено автомобильной дорогой с сёлами Коржевка и Новосурск.